# Las Acacias (Buenos Aires)
Parque Las Acacias es una localidad argentina cabecera del Cuartel II del Partido de Brandsen, Provincia de Buenos Aires. Se encuentra al sur la Ruta Provincial 210, entre esta y el arroyo San Vicente, 9 km al noroeste de Coronel Brandsen y 3 km al sudeste de Domselaar, siendo limítrofe con el Partido de San Vicente.
Cuenta con un puesto de salud inaugurado en 2011. El denominado lado este, a la altura del km 60,5 fue denominado en 2011 como Paraje Teniente Origone, en homenaje a Manuel Félix Origone, quien fue la primera víctima mortal de la aviación argentina; en el lugar exacto de su accidente se encuentra un monolito.
En la localidad hay un puesto policial, luego de recurrente  pedidos de los vecinos. Cuenta con una plaza y tres establecimientos educativos: el Jardín de Infantes Nº912, la Escuela Primaria Nº20 y el anexo de la Escuela Secundaria Nº9. El acceso al barrio fue iluminado en 2011.

## Población
Cuenta con 229 habitantes (Indec, 2010), lo que representa un incremento del 61% frente a los 142 habitantes (Indec, 2001) del censo anterior.

## Transporte
Por el barrio pasan las siguientes líneas de colectivos,ambas por la Ruta Provincial 210:
| Línea | Empresa propietaria                  | Cabeceras                             |
| ----- | ------------------------------------ | ------------------------------------- |
| 51    | Empresa San Vicente S.A.T.           | Constitución-Rotonda Burzaco-Brandsen |
| 388   | Empresa San Vicente S.A.T. (ex MOCB) | Brandsen - Alejandro Korn             |